# 1302
Cette page concerne l'année 1302  du calendrier julien.
L'année 1302 est une année commune qui commence un lundi.

## Événements
- Janvier - février : dernière éruption du mont Époméo à Ischia[1].
- 27 janvier : Dante Alighieri, qui appartenait à la faction blanche de Florence, est exilé par le pape à Vérone[2].
- 11 février : Philippe IV le Bel, roi de France fait brûler publiquement à Paris la bulle pontificale Ausculta fili[3].
- 4 avril : Charles de Valois quitte Florence pour la Sicile[4].
  - Le pape Boniface VIII se fait clairement signifier par la commune de Florence qu’il n’a pas à intervenir dans les affaires de la cité. Il est vivement attaqué par la puissante famille gibeline des Colonna.
- 10 avril : première réunion des États généraux du royaume de France, convoqués par Philippe IV le Bel, à Notre-Dame de Paris. Les États approuvent le roi contre le pape Boniface VIII[5].
- 18 mai : soulèvement de la Flandre (Mâtines de Bruges). Les agents du roi de France sont massacrés par les métiers à Bruges, dirigés par le tisserand Pierre de Coninck[6].
- 14 juin : Matteo Visconti (gibelin) est chassé de Milan par les Della Torre (guelfes)[7].
- 11 juillet : bataille de Courtrai dite aussi bataille des Éperons d'Or ; défaite de la chevalerie française devant les fantassins des communes flamandes révoltées[6].
- 19 août[8] : Charles II d'Anjou et Frédéric III d'Aragon font la paix à Catalbellotta[9], laissant sans emploi d’importantes troupes de routiers aragonais et navarrais, les Almugavars, conduits par Roger de Flor, qui sont embauchés par Andronic II Paléologue en 1303.
- 4 octobre[10] : traité commercial entre l'Empire byzantin et Venise.
- 18 novembre : le pape Boniface VIII revendique la suzeraineté mondiale pour la papauté par la bulle Unam Sanctam[11]. Elle reprend les idées d'Innocent III : le pape jouit d’une double autorité, spirituelle et temporelle. Il délègue celle-ci aux princes qui l’exercent au nom de l’Église. Philippe le Bel et ses conseillers répliquent en faisant déclarer le pape schismatique et hérétique et en appellent au concile général.

- Traité commercial entre le sultan mamelouk d'Égypte et la république de Venise[12]. Le ducat de Venise est utilisé sur les marchés d’Alexandrie comme unité de compte.
- Enguerrand de Marigny devient le principal conseiller de Philippe le Bel[13].